# Великий Салим
Вели́кий Сали́м (рос. Большо́й Салы́м) — річка у Росії, ліва притока Обі, тече в центрі Ханти-Мансійського автономного округу.

## Фізіографія
Великий Салим починається на висоті 95 м над рівнем моря у Салимському болоті на південно-західному краї Нефтеюганського району, біля кордону з Тюменською областю. Від витоку тече по центральній частині Західно-Сибірської низовини на північ, потім повертає на захід; біля селища Салим приймає води лівих приток Тукану і Вандрасу і знову повертає на північ. Тече у північному напрямку, подекуди відхиляючись до сходу і заходу, майже до злиття з Об’ю. Незадовго до гирла відхиляється до заходу і зливається зі своєю найбільшою притокою Малим Салимом. Впадає у протоку Обі Великосалимську за 35 км після розташованого на ньому селища Лемпіно (60 км нижче по течії Обі від селища Пойковський), на висоті 35 м над рівнем моря. У гирлі Великий Салим має до 200 м завширшки і глибину понад 2 м; швидкість плину 0,4 м/с.
Річка має рівнинний характер на всьому протязі, тече через дуже заболочену тайгову місцевість з великою кількістю дрібних озер. Русло дуже звивисте, з безліччю меандрів і стариць.
Найбільші притоки зливаються з Великим Салимом зліва. Тукан і Вандрас впадають біля селища Салим у середній течії; Малий Салим впадає у низов’ях незадовго до гирла.

## Гідрологія
Довжина річки 583 км, площа басейну 18 100 км². Середньорічний стік, виміряний за 65 км від гирла біля поселення Лемпіни у 1965–1977 роках, становить 69,5 м³/с. Багаторічний мінімум стоку спостерігається у березні (13 м³/с), максимум — у травні (225 м³/с). За період спостережень абсолютний мінімум місячного стоку (7 м³/с) спостерігався у березні 1969 року, абсолютний максимум (379 м³/с) — у червні 1965.

## Інфраструктура
Великий Салим судноплавний на 210 км від гирла, але з них лише 110 км офіційно визнаються водним шляхом.
Басейн Великого Салиму знаходиться повністю в межах Нефтеюганського району Ханти-Мансійського автономного округу. Місцевість удовж річки дуже рідко населена. На річці існує лише два поселення: Салим, розташований на лівій притоці Вандрас за кілька кілометрів до її впадіння у Великий Салим у середній течії, і Лемпіно у низов’ях.
Біля Салиму річку перетинає залізниця Тюмень — Сургут — Новий Уренгой, яка з’єднує Транссибірську магістраль з районами нафто- і газодобичі на півночі Західного Сибіру. Регіональна автодорога Р404 Тюмень — Ханти-Мансійськ перетинає Великий Салим двічі: перший раз у Салимі на відрізку Салим — Пить-Ях, другий — у низов’ях поблизу Лемпіно, на відрізку Пить-Ях — Ханти-Мансійськ.
В низов’ях і середній течії Салиму знаходяться значні нафтові родовища. В кількох місцях річку перетинають нафто- і газопроводи.